# Superliga Femenina de Voleibol 2021-22
La Liga Iberdrola (también conocida como Superliga femenina de voleibol de España 2021-22, SVF o Superliga femenina) es la máxima categoría del voleibol español en categoría femenina. Consta de dos fases: la liga regular y la fase final. El torneo lo organiza la Real Federación Española de Voleibol (RFEVb).

## Equipos
| Club                     | Ciudad                     |
| ------------------------ | -------------------------- |
| Arenal Emevé             | Lugo                       |
| Avarca de Menorca        | Menorca                    |
| Cajasol Juvasa Vóley     | Dos Hermanas               |
| CV Gran Canaria Urbaser  | Las Palmas                 |
| CV Kiele Socuéllamos     | Socuéllamos                |
| CV Sayre CC La Ballena   | Las Palmas de Gran Canaria |
| Barça CVB                | Cornellá de Llobregat      |
| Club Voleibol Leganés    | Leganés                    |
| DSV CV Sant Cugat        | San Cugat del Vallés       |
| Feel Volley Alcobendas   | Alcobendas                 |
| OSACC Haro Rioja Vóley   | Haro                       |
| Sanaya Libby’s La Laguna | La Laguna                  |

## Clasificación
| | Equipo                   | Puntos | J  | G3 | G2 | P1 | P0 | SF | SC | PF   | PC   |
| --- | ------------------------ | ------ | -- | -- | -- | -- | -- | -- | -- | ---- | ---- |
| 1 | Gran Canaria Urbaser     | 54     | 22 | 14 | 6  | 0  | 2  | 62 | 23 | 1972 | 1707 |
| 2 | Sanaya Libby’s La Laguna | 52     | 22 | 16 | 1  | 2  | 3  | 56 | 21 | 1816 | 1571 |
| 3 | CV Kiele Socuéllamos     | 45     | 22 | 11 | 5  | 2  | 4  | 53 | 31 | 1909 | 1782 |
| 4 | DSV Sant Cugat           | 36     | 22 | 9  | 2  | 5  | 6  | 45 | 40 | 1863 | 1780 |
| 5 | Avarca de Menorca        | 35     | 22 | 9  | 3  | 2  | 8  | 44 | 39 | 1843 | 1818 |
| 6 | OSACC Haro Rioja Vóley   | 35     | 22 | 8  | 3  | 5  | 6  | 45 | 43 | 1933 | 1904 |
| 7 | Cajasol Juvasa Vóley     | 29     | 22 | 6  | 5  | 1  | 10 | 39 | 46 | 1803 | 1882 |
| 8 | Arenal Emevé             | 29     | 22 | 5  | 3  | 8  | 6  | 42 | 51 | 1917 | 1953 |
| 9 | Feel Volley Alcobendas   | 28     | 22 | 7  | 2  | 3  | 10 | 40 | 44 | 1794 | 1824 |
| 10 | CV Sayre CC La Ballena   | 28     | 22 | 6  | 3  | 4  | 9  | 37 | 48 | 1828 | 1861 |
| 11 | Barça CVB                | 19     | 22 | 3  | 4  | 2  | 13 | 27 | 55 | 1715 | 1887 |
| 12 | Leganés                  | 6      | 22 | 1  | 0  | 3  | 18 | 14 | 63 | 1443 | 1867 |
| Fuente: Federación Española de Voleibol: Clasificación de la Liga Iberdrola; actualización automática |                          |        |    |    |    |    |    |    |    |      |      |